# Płoszkowo (powiat choszczeński)
Płoszkowo (niem. Hütte) – wieś sołecka w Polsce położona w województwie zachodniopomorskim, w powiecie choszczeńskim, w gminie Bierzwnik. W latach 1975–1998 miejscowość administracyjnie należała do województwa gorzowskiego. W roku 2007 wieś liczyła 193 mieszkańców. 
Kolonie wchodzące w skład sołectwa: Budzice, Kruczaj.

## Geografia
Wieś leży ok. 1 km na północ od Bierzwnika, między Bierzwnikiem a Zieleniewem, przy drodze wojewódzkiej nr 160.

## Historia
Wieś była przysiółkiem robotników huty szkła w Bierzwniku. Huta szkła w Płoszkowie powstała w 1608 r. Huta została zamknięta na przełomie 1788/1789 roku i przeniesiona na Śląsk, co spowodowało bezrobocie u 1216 robotników. W 1831 r. we wsi mieszkało 800 osób, w 1925 roku wieś liczyła 260 osób.